# Austrelaps ramsayi
Austrelaps ramsayi är en ormart som beskrevs av Krefft 1864. Austrelaps ramsayi ingår i släktet Austrelaps och familjen giftsnokar och underfamiljen havsormar. Inga underarter finns listade.
Arten förekommer i höglandet i östra New South Wales och östra Victoria i Australien. Vädret i regionen är ofta kyligt. Austrelaps ramsayi vistas ofta nära träskmarker, vattendrag och i andra områden som tidvis översvämmas. Den besöker även ganska torra skogar, hedlandskap, ansamlingar av hårdbladsväxter och fuktiga betesmarker.
Torrläggning av träskmarker kan påverka beståndet negativt. Allmänt är Austrelaps ramsayi vanligt förekommande. Den listas av IUCN som livskraftig (LC).